# Sven Thofelt
Sven Alfred Thofelt (* 19. Mai 1904 in Stockholm; † 1. Februar 1993 in Djursholm) war ein schwedischer Sportler und Olympiasieger, der im Modernen Fünfkampf und im Fechten Erfolge feierte.
Thofelt nahm erstmals an Olympischen Spielen 1928 in Amsterdam teil und gewann die Goldmedaille im Modernen Fünfkampf. Vier Jahre später in Los Angeles nahm er erneut im Fünfkampf teil, wurde aber nur Vierter. Außerdem startete er im Degenfechten, konnte aber auch dort mit einem neunten Platz keine Medaille gewinnen. Bei den Olympischen Spielen in Berlin nahm er erneut in beiden Disziplinen teil und holte im Degenfechten mit der Mannschaft die Silbermedaille. Im Fünfkampf wurde er erneut Vierter, als zum ersten Mal in der olympischen Geschichte nicht ein Schwede, sondern der Deutsche Gotthard Handrick siegreich war. Nach dem Zweiten Weltkrieg nahm er im Alter von 44 Jahren noch einmal mit der Mannschaft an den Olympischen Spielen 1948 in London teil und holte im Degenfechtkampf die Bronzemedaille. Nach seiner Aktivenkarriere war Thofelt gemeinsam mit Gustaf Dyrssen Begründer und der erste Vorsitzende der im August 1948 gegründeten Union Internationale de Pentathlon Moderne (UIPM). Er forcierte die Einführung eines Wintersportwettbewerbes aus Skilanglauf und Schießen und schlug selbst die Bezeichnung Biathlon für die neue Sportart vor, die bis zur Übernahme durch die Internationale Biathlon-Union 1993 unter dem Dach des dann als UIPMB (Union de Pentathlon Moderne et Biathlon) bezeichneten Verbandes geführt wurde. Von 1960 bis 1988 war er selbst Präsident der UIPMB. Für Schweden war Thofelt von 1970 bis 1976 Mitglied des Internationalen Olympischen Komitees. 1982 wurde ihm der Olympische Orden in Silber verliehen.
Sven Thofelt ist der Vater von Björn Thofelt, der ebenfalls Moderner Fünfkämpfer war, und des Malers und Dichters Bisse Thofelt.

## Weblink
- Sven Thofelt in der Datenbank von Olympedia.org (englisch)

| Personendaten    | Personendaten                                 |
| ---------------- | --------------------------------------------- |
| NAME             | Thofelt, Sven                                 |
| ALTERNATIVNAMEN  | Thofelt, Sven Alfred (vollständiger Name)     |
| KURZBESCHREIBUNG | schwedischer Fechter und Moderner Fünfkämpfer |
| GEBURTSDATUM     | 19. Mai 1904                                  |
| GEBURTSORT       | Stockholm                                     |
| STERBEDATUM      | 1. Februar 1993                               |
| STERBEORT        | Djursholm                                     |